# Sergio Slipak
Sergio David Slipak (ur. 28 lipca 1965) – argentyński szachista, arcymistrz od 2001 roku.

## Kariera szachowa
W roku 1987 zdobył w San Juan tytuł młodzieżowego (do lat 26) drużynowego wicemistrza świata. W 1995 reprezentował swój kraj w drużynowych mistrzostwach państw panamerykańskich w Cascavel, gdzie zdobył dwa medale: złoty za indywidualny wynik na III szachownicy oraz srebrny wraz z drużyną. W 2002 wystąpił w narodowej drużynie na szachowej olimpiadzie w Bledzie. Od roku 1992 jest stałym uczestnikiem finałów indywidualnych mistrzostw Argentyny, w których dwukrotnie (1998, 2002) zajął II miejsca, zdobywając tytuły wicemistrza kraju. Oprócz tego, w latach 1993 i 1996 w finałowych turniejach zajmował IV miejsca.
W roku 1984 zdobył tytuł wicemistrza państw panamerykańskich w kategorii juniorów. W kolejnych latach odniósł następujące sukcesy w międzynarodowych turniejach: II m. w Madrycie (1986), I m. w Lecce (1988), I m. w Ferrol (1988), II m. w Buenos Aires (1989, 1997), II m. w Andorze (1991), I m. w Buenos Aires (1993, 1994, 1995), I m. w Mar del Placie (1995, 1999, 2001) i II m. w Villa Ballester (1999).
Najwyższy ranking w karierze osiągnął 1 stycznia 1996, z wynikiem 2535 punktów zajmował wówczas 4. miejsce wśród argentyńskich szachistów.
W 2000 wydał książkę pt. Secretos del ajedrez argentino (1992-1999).